# Micore
Micore Plast AB är en svensk fritidsbåtstillverkare med säte i Lidköping i Västergötland.
Micore specialiserar sig på styrpulpetbåtar i storleken 4,80–6,50 meter och har cirka 20 anställda. 2016 tillverkades omkring 300 båtar, vilket gör Micore till ett av Sveriges tre största i detta segment.[källa behövs] Micore ritar och designar alla båtar själva. Båtarna säljs genom återförsäljare främst i Sverige och Norge, men även i Finland och Nederländerna. 2008 hade totalt omkring 2 200 båtar tillverkats.

## Historik
Företaget grundades 1979 som legotillverkare av glasfiberarmerade polyesterkomponenter till industrin, med produkter som fodersilos, avloppstankar och släpvagnskåpor. Delar av komponenttillverkningen finns kvar men svarar för en mindre del av omsättningen.
I mitten på 80-talet lämnade de första Micorebåtarna fabriken. Under en period tillverkades en dubbelskrovig tremeters jolle med styrpulpet, Micore 300, men produktionen lades snart ned på grund av bristande lönsamhet. Den omkring fem meter långa Micore 490 GT introducerades 1986 och blev snabbt en populär båt. När modellen fasades ut år 2000 hade den tillverkats i över 1 200 exemplar. Succén berodde delvis på ett lågt pris, båten såldes företrädesvis som halvfabrikat eller trekvartsfabrikat, där kunden själv monterade ihop mycket av sin båt, vilket innebar att den kunde säljas för, utan motor och annan utrustning, så lite som 10 900 kr.
Fram till år 2000 sålde Micore omkring 120 båtar per ett år främst genom direktförsäljning, och kunderna och hämtade sina båtar på helgerna. Under perioden 2000 till 2011 skedde en generationsväxling i företaget och man ändrade strategi. Micore slutade sälja halvfabrikat, tog fram nya båtmodeller, och skapade ett nätverk av återförsäljare för att göra båtarna mer tillgängliga på marknaden. Först ut bland de nya modellerna var Micore 500 GTX, en modernare och något större ersättare till 490 GT, sen följde Micore 550, en version med samma skrov men förlängd en halvmeter och mittmonterad styrpulpet. 2006 lanserades den större modellen Micore 630 Offshore, med design och konstruktion av Rolf Eliasson. 2008 utvecklades en variant med samma skrov, Micore 21cc Offshore, den första båten från Micore med inombordsmotor. Denna följdes 2011 av den egenkonstruerade Micore 570cc Offshore. Företaget har med tiden gradvis lämnat sin lågprisprofil och en 630cc Offshore kostar runt tre hundra tusen kronor, med minsta motoralternativet. 2012 lanserades 628sc Offshore och 2013 utvidgades modellprogrammet med minstingen Micore 480sc Offshore, för att möta trenden mot mindre båtar som kan dras med EU-släp.
I juni 2016 stod ett nybyggt båtvarv klart i Lidköping, ett av de mest moderna i Norden.

## Båtmodeller
| Modell         | Produktionsår | Antal    | Längd  | Bredd  | Vikt   | Pers. | Varianter                    |
| -------------- | ------------- | -------- | ------ | ------ | ------ | ----- | ---------------------------- |
| 300            | 1986–1991     |          |        |        |        |       |                              |
| 490 GT         | 1986–2000     | 1 200 st | 487 cm | 187 cm | 360 kg | 5     |                              |
| 500 GT         | 2000–         |          | 500 cm | 210 cm | 425 kg | 6     | 500 MP, 500 DP, 500sc, 500cc |
| 550 GTX        | 2002–         |          | 550 cm | 210 cm | 500 kg | 6     | 550cc                        |
| 630cc Offshore | 2006–         |          | 630 cm | 240 cm | 850 kg | 6     | 21cc (inombordsmotor)        |
| 570cc Offshore | 2011–         |          | 570 cm | 220 cm | 620 kg | 6     |                              |
| 628cc Offshore | 2012–         |          | 630 cm | 240 cm | 820 kg | 6     |                              |
| 480sc Offshore | 2013–         |          | 480 cm | 204 cm | 400 kg | 5     |                              |